# Sophie Frederikke Joachime Ernestine von Grote
Sophie Frederikke Joachime Ernestine von Grote, gift rigsgrevinde Rantzau (8. februar 1717 i Lüneburg - 6. december 1791 i Pinneberg) var en tysk adelsdame.
Hun var datter af storbritannisk og braunschweig-lüneburgsk landskabsdirektør Ernst Joachim Grote til Brese og Horn og Mariane du Faur de Pibrac. Hun ægtede 7. september 1738 rigsgreve Ditlev Rantzau, som døde 1746. 1762 blev hun Dame de l'union parfaite.